# Krupnik Wodka
La Krupnik è una vodka prodotta e distribuita dall'azienda polacca United Beverages.

## Storia
la crisi finanziaria del 2007-2008 provocò un aumento dei prezzi della vodka, reindirizzando i consumatori verso l'acquisto di vodke di fascia inferiore (in particolare, la Czysta De Luxe, prodotta dalla Stock).  L'azienda Belvedere (Oggi MBWS, decise quindi di entrare nel settore delle vodke economiche, affidando il progetto alla sussidiaria Sobieski. La Sobieski scelse di usare lo storico marchio,  Krupnik, di cui deteneva i diritti commeerciali. La wódka Krupnik fu lanciata nel marzo del 2010 ed ebbe immediato successo conquistando, in soli sei mesi, il 5,5% del mercato delle vodke polacche. Le vendite hanno continuato a mantenersi a livelli piuttosto elevati, specialmente nell'est Europa (in particolare nel mercato polacco) per tutto il decennio. Nonostante i buoni risultati, la MBWS decise, nel 2020, di ritirarsi dal mercato polacco, disfacendosi dei vari marchi: la  Sobieski ed il relativo marchio Krupnik passarono alla azienda polacca Premium Distilleries, facente parte del gruppo United Beverages. La società optò subito per un aggiornamento dell'identità visiva del marchio, cambiatto la bottiglia e l'etichetta del marchio.

## Varietà
La vodka Krupnik è disponibile in diverse varietà.
- Original (2010) - vodka non aromatizzata, versione originale. Disponibile in diversi formati (10, 20, 50, 70, 100, 175 cl[7])
- Cytrynowy - vodka aromatizzata al limone
- Orzechowy -  vodka aromatizzata alla nocciola
- Pigwowy -  vodka aromatizzata alla mela cotogna
- Śliwkowy -  vodka aromatizzata alla prugna
- Wiśniowy -  vodka aromatizzata alla ciliega

Vi sono, poi, varietà dismesse:
- Czarna Porzeczka - vodka aromatizzata al ribes nero